# Methylglyoxaal
Methylglyoxaal, ook pyruvaldehyde of 2-oxo-propanal genoemd, is het aldehyde van pyrodruivenzuur. Door de aanwezigheid van een aldehyde en keto-carbonylgroep is methylglyoxaal dus een keto-aldehyde.

## Metabolisme
In organismen wordt methylglyoxaal gevormd als nevenproduct van verschillende metabole paden. Het kan gevormd worden uit 1-aminoaceton, hetgeen een intermediair is in het threoninekatabolisme, evenals bij de peroxidatie van vetten. De belangrijkste bron is echter de glycolyse waar methylglyoxaal ontstaat uit de niet-enzymatische fosfaateliminatie van glyceraldehydefosfaat en dihydroxyacetonfosfaat.
Aangezien methylglyoxaal erg cytotoxisch is, heeft het lichaam verschillende detoxificerende mechanismen nodig. Een hiervan is het glyoxalasesysteem waarbij methylglyoxaal reageert met glutathion ter vorming van een hemithioacetaal. Dit wordt omgezet in S-D-lactoylglutathion door het glyoxalase I, en vervolgens verder gemetaboliseerd tot D-lactaat door het glyoxalase II.
Waarom methylglyoxaal geproduceerd wordt is nog onbekend, maar verschillende artikelen geven aan dat het betrokken is bij de vorming van glycosyleringseindproducten (AGE's). Methylglyoxaal is het belangrijkste glycerende agens (bij de vorming van AGE's). In dit proces reageert methylglyoxaal met vrije aminogroepen van lysine en arginine residuen van proteïnen om AGE's te vormen. Andere glycerende agentia zijn de reducerende suikers, zoals glucose, galactose, allose en ribose.